# 阻止災害
防止災害，是聯合國國際減災戰略秘書處提供的一款災害模擬遊戲，也是一款嚴肅遊戲:182。
遊戲設計了海嘯、颶風、野火、地震、洪水五個場景，每一個場景有低、中、高三種難度等級，遊戲時間需要10至20分鐘完成。:182玩家在遊戲中的角色是對場景進行規劃，部署防災設施，頒布防災政策，為人民打造一個更為安全的環境。遊戲設計對象為9-16歲的兒童，但是任何年齡的玩家都可以從遊戲中獲得防災的知識:352、357。

## 外部連結
- 防止災害
- flash舊版本